# Arne V. Schlesch
Arne V. Schlesch (født 23. oktober 1922, død 15. maj 2010) var en dansk antikvitetssamler, der ernærede sig ved handel med antikviteter. Han var i størstedelen af sit liv bosiddende på Manhattan i New York City.
Han er stifter af Arne V. Schleschs Fond, der tilgodeser finkulturelle formål.

## Liv og virke
Han opbyggede igennem sit virke en betragtelig formue, som kun blev større, da han inden han forlod Amerika til fordel for Danmark i 2001 afhændende størstedelen af sin samling på Sotheby's kunstauktioner.
Schlesch var oprindelig uddannet journalist, men grundlagde allerede i 1950-erne en antikvitetsforretning i Hyskenstræde i det indre København. I 1958 flyttede han til Amerika, hvor han på Manhattans Upper East Side i New York åbnede en antikvitetsforretning, der samtidig dannede ramme om hans private hjem.
Arne V. Schlesch hurtigt kendt og respekteret for sin sans for udsøgte antikviteter, og han spillede en stor rolle i at åbne amerikanernes øjne for skønheden i den nordiske møbelkunst.
Før Arne V. Schlesch i 2001 atter flyttede tilbage til Danmark, afhændende han størstedelen af sin samling Sotheby's. Ved hans død i 2010 blev den resterende del af samlingen solgt på Bruun Rasmussen Kunstauktioner. Schlesch efterlod ved sin død midler fra disse to salg, og disse var en del af den testamentariske gave, der ledte til stiftelsen af den velgørende fond, Arne V. Schleschs Fond.